# یوشیوکی کوبایاشی
یوشیوکی کوبایاشی (ژاپنی: 小林 慶行؛ زادهٔ ۲۷ ژانویهٔ ۱۹۷۸) یک بازیکن فوتبال اهل ژاپن است.
از باشگاه‌هایی که در آن بازی کرده‌است می‌توان به باشگاه فوتبال توکیو وردی، اشگاه فوتبال اومیا آردیجا، باشگاه فوتبال کاشیوا ریسول و باشگاه فوتبال آلبیرکس نیگاتا اشاره کرد.